# Bernardino Landete
Bernardino Landete Navarro (Madrid, España; 29 de diciembre de 1925 - Alicante, España; 26 de septiembre de 2010) fue rejoneador y deportista hípico español, sobrino del pionero de la estomatología española Bernardino Landete Aragó. Estuvo activo principalmente en el tercer cuarto del siglo XX, realizando gran parte de su carrera en Ecuador, donde ha dejado huella en el salto ecuestre y en el mundo de los toros. Es reconocido como el creador del par del violín o suerte al violín, que sería después adoptada en el toreo a pie.

## Biografía

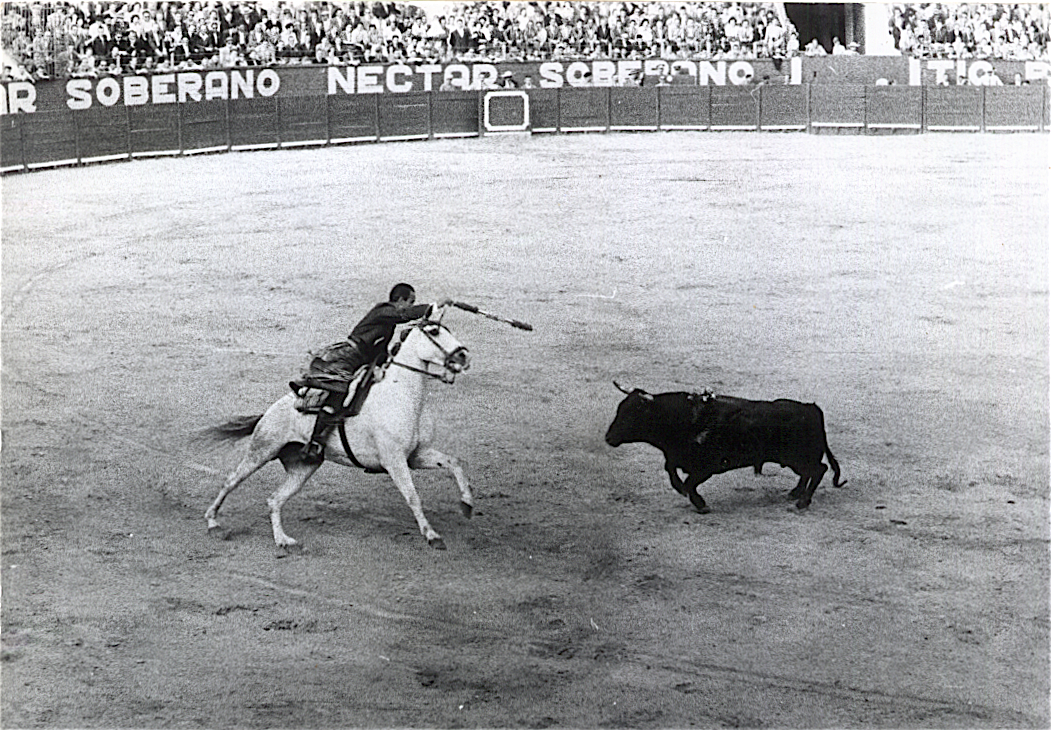
Bernardino Landete sobre Alhaja

Hijo de Juan Landete, odontólogo valenciano aficionado a los caballos, en 1931 comienza a aprender equitación (doma, alta escuela y salto) en Madrid con los profesores del ejército Julio Xifra y Antenor Betancourt. Tras la pausa de la guerra civil española (Xifra moriría en ella) reanuda su adiestramiento con Betancourt, empezando a sonar su nombre en pruebas hípicas antes de cumplir 18 años. Polifacético e inquieto, en 1952 comienza a rejonear cuando ya era conocido en el salto ecuestre, revelándose como un magnífico jinete con un dominio del toreo que lo situará en poco tiempo en los primeros puestos. En 1954 rueda junto al también rejoneador Ángel Peralta unas escenas taurinas de la película hispano-británica La princesa de Éboli (That Lady), de Terence Young.
El 13 de marzo de 1955 debuta en la plaza de Las Ventas de Madrid. Ese día ya puso el par del violín que él mismo inventara y que le daría celebridad: "El haber jugado al polo me hizo pensar que, igual que se le pegaba a la bola por el lado izquierdo, al toro también se le podía dar por la izquierda".
Viaja en 1958 a Quito, Ecuador. Allí contrae matrimonio con Lucía Moncayo y hace las ferias de este país y de Colombia. Dos años después participa en la inauguración de la Plaza Monumental de Quito, lidiando el primer toro, y funda el Club Hípico Cayambe, dedicado principalmente al salto.
En 1968 se convierte en Caracas, Venezuela, en subcampeón de salto en el Campeonato Sudamericano representando a Ecuador en donde se había nacionalizado, siendo al año siguiente en Buenos Aires, Argentina, campeón por equipos en salto de este mismo evento deportivo (con Ecuador) y subcampeón individual. 
De vuelta a España, contrae de nuevo matrimonio en 1974. Ese año abre una escuela hípica en Barajas (Madrid) y más tarde el Club Hípico Barajas. Se retira en 1975 del salto y del rejoneo y en 1999 deja toda actividad profesional para en 2000 retirarse con la familia a Torrellano (Elche, Alicante).
Falleció el 26 de septiembre de 2010 en Alicante a los 84 años de edad.

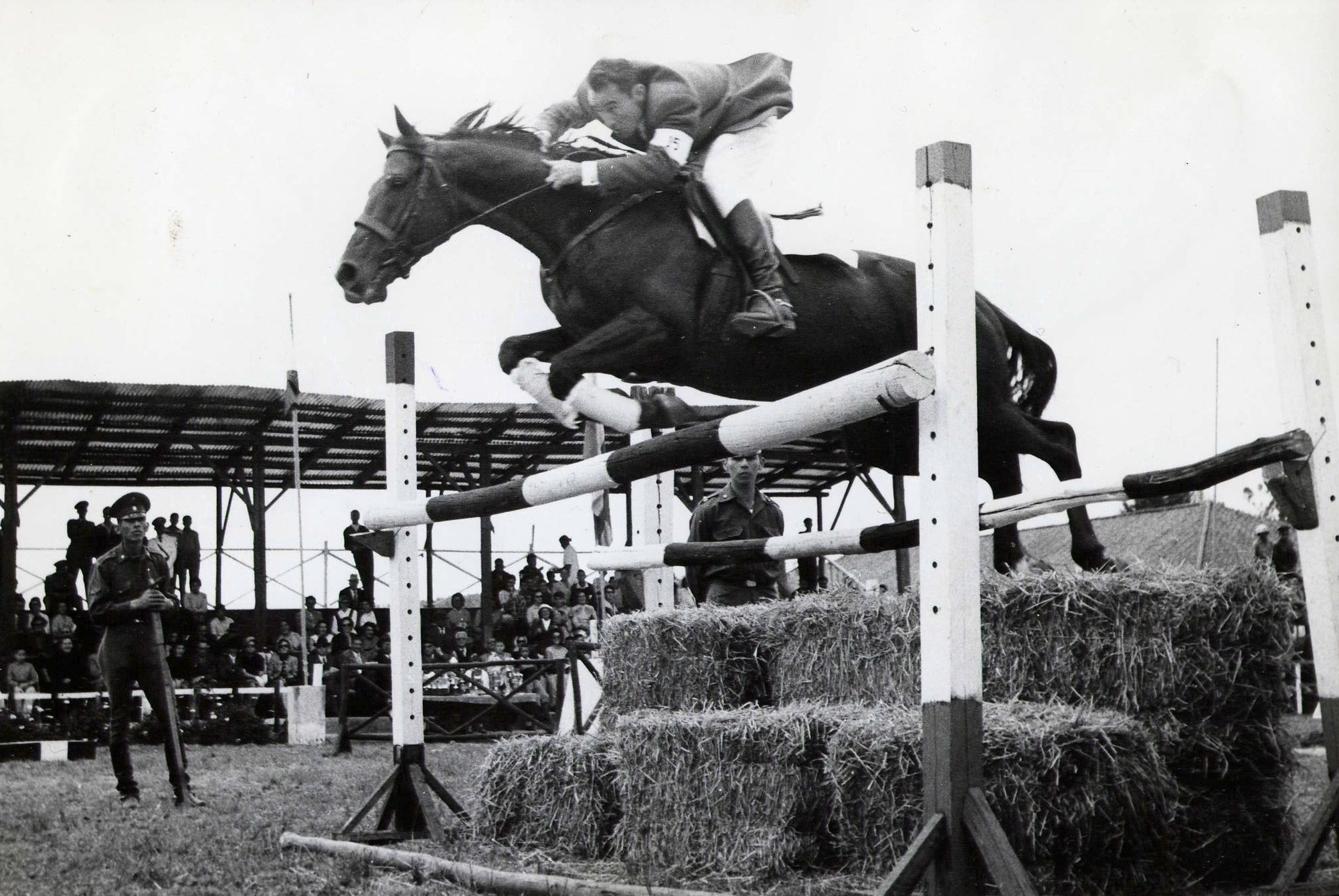
Bernardino Landete con Prince Hindú

## Hemeroteca
- Fotos, Semanario Gráfico, n.º 937. Portada con fotografía en color. Pie de foto en recuadro: BERNARDINO LANDETE / Revelación triunfal del año pasado, por su arte valeroso, su maestría ecuestre y su gallardía torera. (Madrid, 12 de febrero de 1955).

- ABC: Novillada seminocturna. Una oreja para el rejoneador Landete. «El único triunfo de la jornada se lo apuntó, legítimamente, el rejoneador don Bernardino Landete, que en la monta de cuatro bellas jacas acreditó sus condiciones de jinete». Apunte gráfico a plumilla de Antonio Casero con el pie: «Landete, a la salida de un rejón». (Madrid, 28 de mayo de 1957).

- El Ruedo, Semanario Gráfico de los Toros, año XIV, n.º 678. Portada con fotografía en sepia (Madrid, 20 de junio de 1957).

- Clarín - Luis Ignacio Seco (fotos de Leal y Antonio): Tres días al galope (Madrid, 1956).

- Primer Tercio, N.º 230, Especial y portada: D. Bernardino Landete, «El Centauro de Madrid» (Madrid, 3 de agosto de 1972).

- BIM mensual Novelda - Pau Herrero i Jover: De toros y toreros (Novelda, enero de 2008).

- El País / Obituarios - Rosa Jiménez Cano: Bernardino Landete, un rejoneador creativo (Madrid, 7 de octubre de 2010).

- ABC: Murió el rejoneador Benardino Landete, inventor del par "al violín". (EFE, 26.09.2010)

## Enlaces a la red
- Nacho Ares: Documentación cinematográfica sobre la princesa de Éboli. http://princesadeeboli.com/documentacion/audiovisual.html Archivado el 4 de marzo de 2016 en Wayback Machine.
- Mario Carrión; Vivencias de América, 1957–1958. http://www.carrionmundotoreo.com/actvivenciasamerica-57-8.htm
- Radio Caracol - Tendido 7: Murió en Alicante Bernardino Landete, el inventor de la suerte 'al violín' (Guillermo Rodríguez, 30.09.2010). https://web.archive.org/web/20140714135821/http://www.caracol.com.co/tendido7/murio-en-alicante--bernardino-landete-el-inventor-de-la-suerte--al-violin-/20100930/nota/1365006.aspx

- Datos: Q822904
- Multimedia: Bernardino Landete / Q822904